# Stammham (am Inn)
Stammham am Inn este o comună din districtul Altötting, landul Bavaria, Germania.